# Kossuth Lajos tér (métro de Budapest)
Kossuth Lajos tér est une station du métro de Budapest située sur la  . Elle doit son nom à Kossuth Lajos tér (place Lajos Kossuth), qui honore Lajos Kossuth, héros de la Révolution hongroise de 1848, et où se trouve le Parlement hongrois.

## Historique
La station a été créée en 1972, au moment de l'ouverture du dernier tronçon de la ligne, Deák Ferenc tér-Déli pályaudvar. Elle a été rénovée en 2004. Elle a en particulier été équipée d'ascenseur(s).

## Lieux remarquables à proximité
- Parlement hongrois
- Musée d'Éthnographie
- Ministère de l'Agriculture et du Développement rural
- Kossuth Lajos tér
- Place des Martyrs
- Le Danube